# 駒ケ嶺駅
駒ケ嶺駅（こまがみねえき）は、福島県相馬郡新地町駒ケ嶺字深町にある、東日本旅客鉄道（JR東日本）常磐線の駅である。

## 歴史
- 1952年（昭和27年）7月10日：日本国有鉄道の駅として開業[2]。
- 1975年（昭和50年）10月1日：荷物の扱いを廃止[3]。
- 1977年（昭和52年）3月1日：駅員無配置駅となる[4]（駅前商店への簡易委託化）。
- 1987年（昭和62年）4月1日：国鉄分割民営化により、JR東日本の駅となる[3]。
- 1993年（平成5年）：簡易委託を廃止し、無人化。
- 2009年（平成21年）3月14日：ICカード「Suica」の利用が可能となる[報道 1]。
- 2011年（平成23年）
  - 3月11日：東日本大震災の影響で休止。
  - 4月12日：常磐線代替バスを亘理駅 - 相馬駅間で運行を開始。当駅前に駒ケ嶺停留所を置く。
- 2012年（平成24年）3月5日：東日本旅客鉄道水戸支社が、当駅を現在の場所で復旧させると発表[報道 2]。
- 2016年（平成28年）
  - 12月9日：相馬駅 - 亘理駅間の代行バスの運転を終了。駒ケ嶺停留所を廃止。
  - 12月10日：相馬駅 - 浜吉田駅間の運行を再開[報道 3]。
震災後の駅の状態は比較的良好で当駅舎を移設せず、当駅 - 浜吉田駅間の線路移設による運転再開と同時に相馬駅 - 当駅間も運転再開[報道 4][報道 3]。当駅 - 浜吉田間の内陸側移設復旧にともない、新地駅が移転したため、当駅と新地駅間の営業キロが以前と比べて0.2キロメートル短い4.2キロメートルに変更された[報道 5]。
- 2024年（令和6年）10月1日：えきねっとQチケのサービスを開始[1][報道 6]。

## 駅構造
相対式ホーム2面2線をもつ地上駅であり、ホーム間は跨線橋で連絡している。
原ノ町統括センター（原ノ町駅）管理の無人駅で、乗車駅証明書発行機と簡易Suica改札機が設置されている。駅舎内やホーム上に待合室がある。

### のりば
| 番線 | 路線    | 方向 | 行先             |
| ---- | ------- | ---- | ---------------- |
| 1    | ■常磐線 | 下り | 岩沼・仙台方面   |
| 2    | ■常磐線 | 上り | 原ノ町・小高方面 |

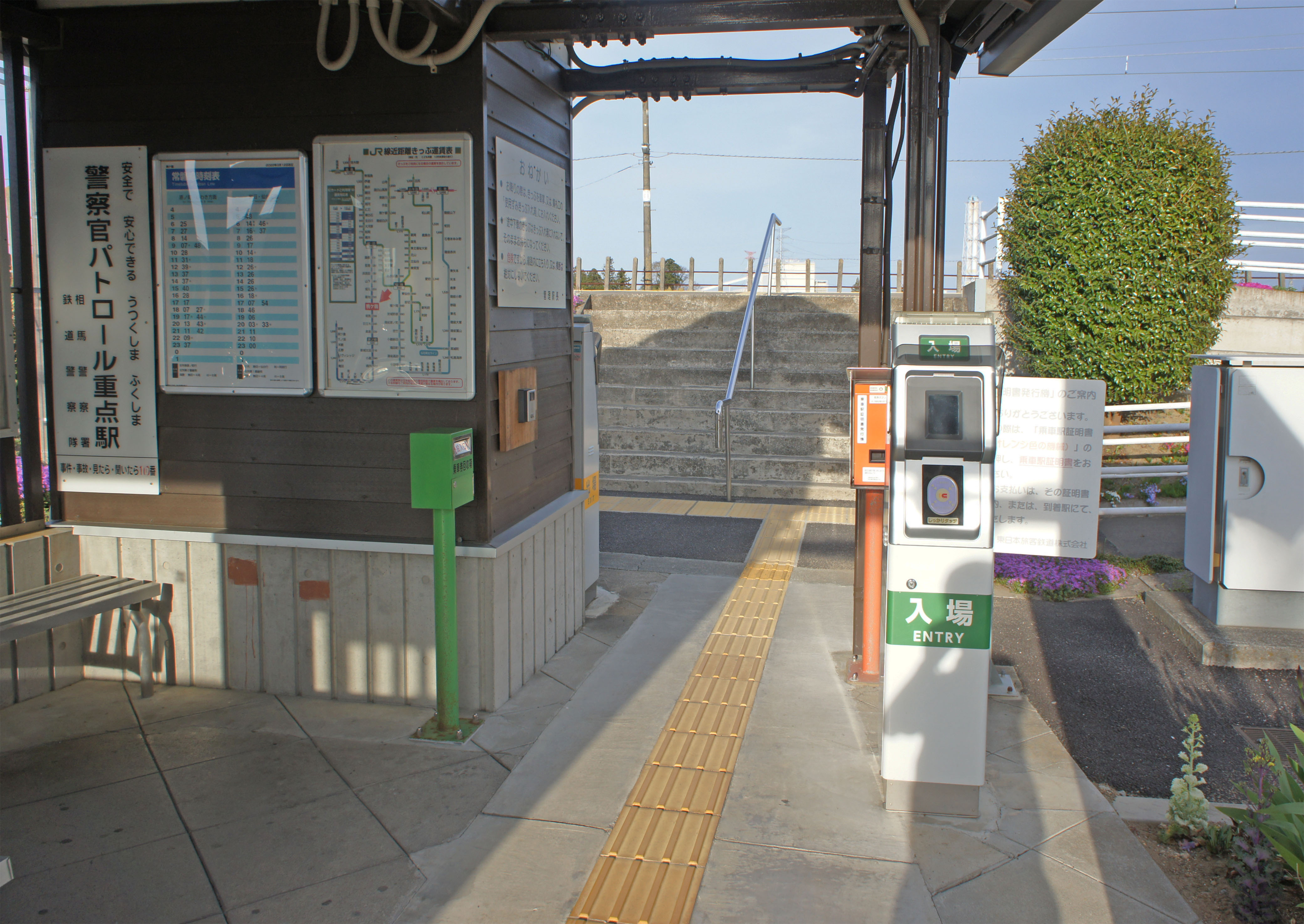
改札口（2022年4月）
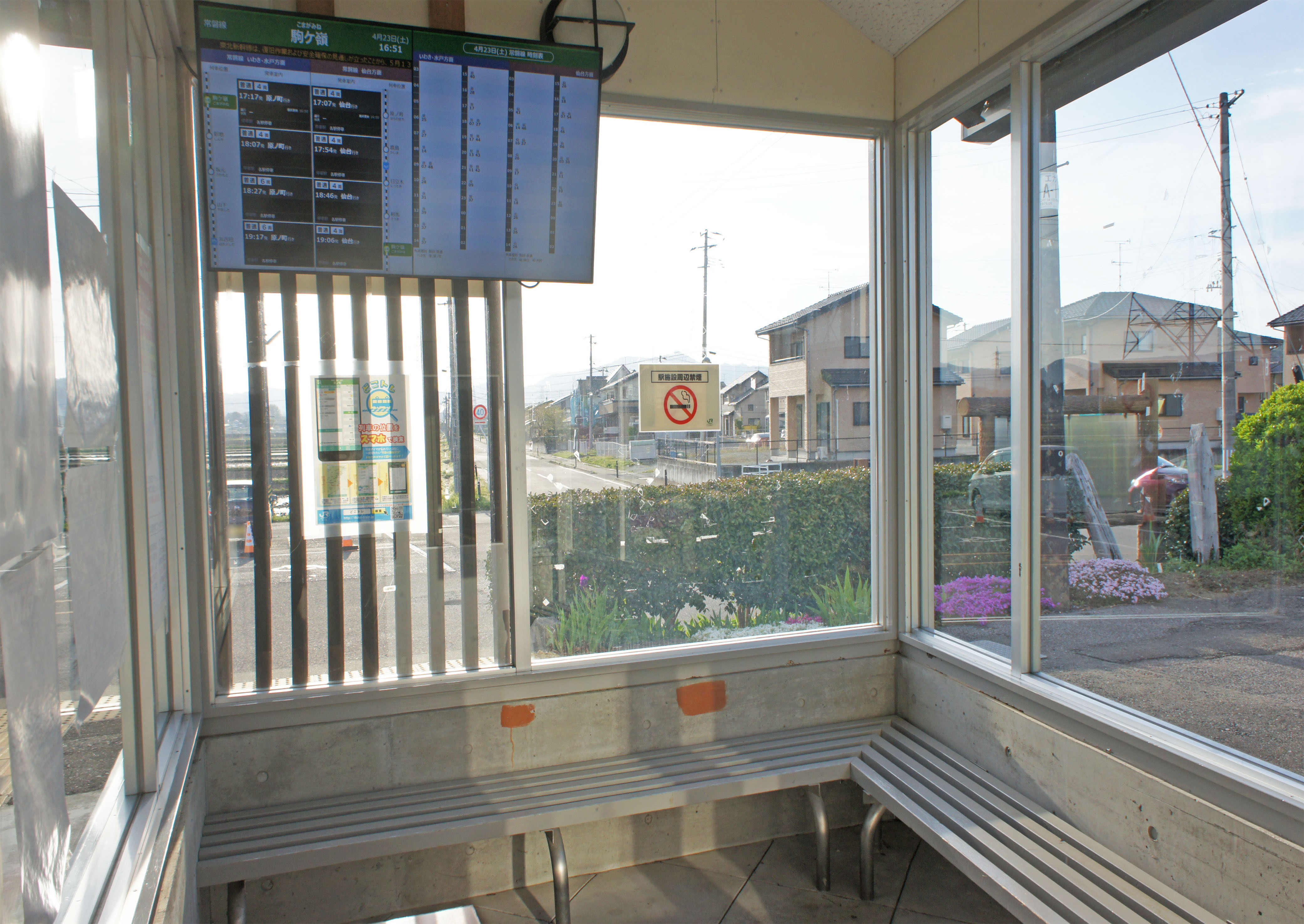
待合室（2022年4月）
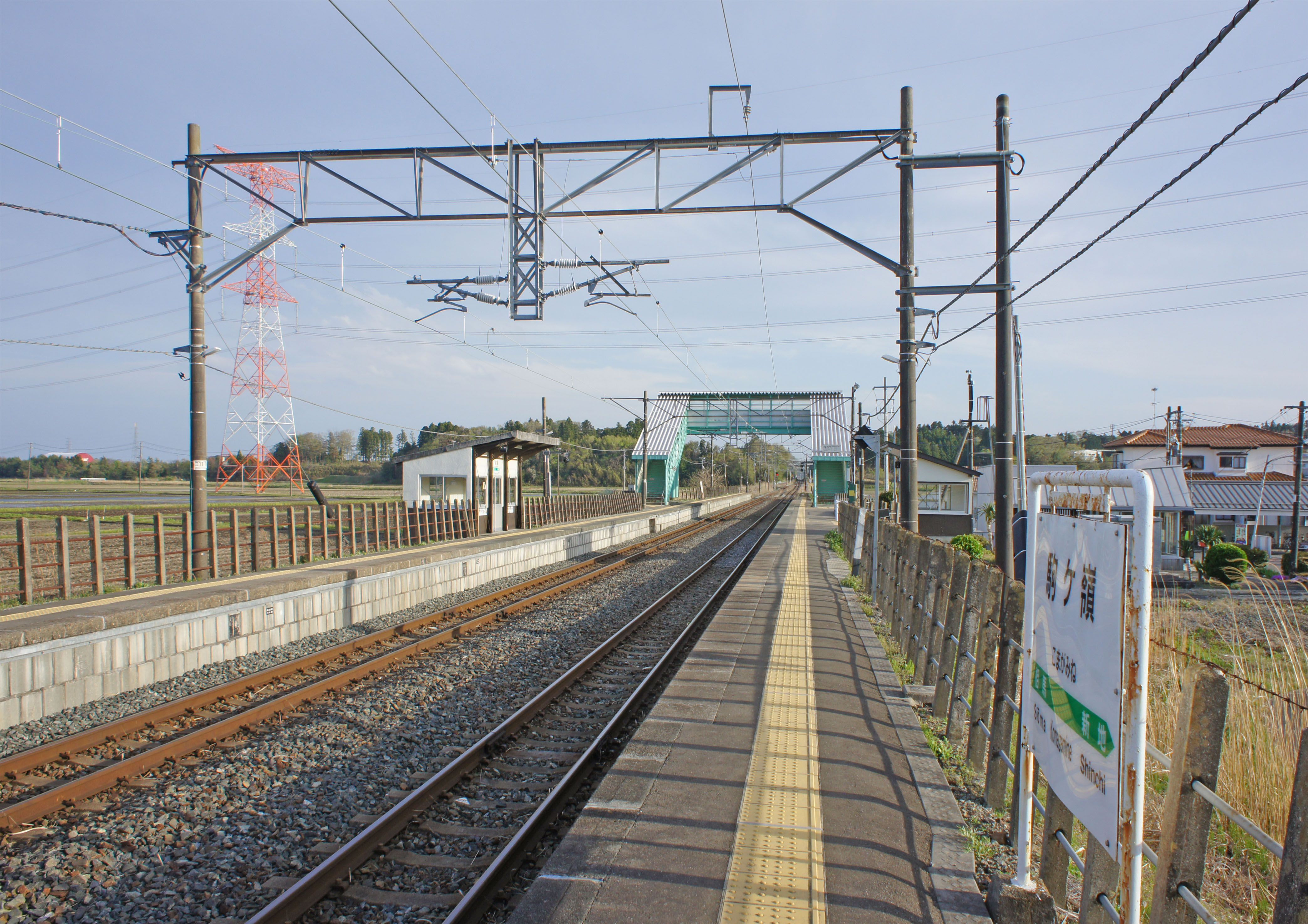
ホーム（2022年4月）

## 利用状況
「福島県統計年鑑」によると、2000年度（平成12年度）- 2004年度（平成16年度）の1日平均乗車人員の推移は以下のとおりであった。
| 乗車人員推移       | 乗車人員推移     | 乗車人員推移 |
| 年度               | 1日平均 乗車人員 | 出典         |
| ------------------ | ---------------- | ------------ |
| 2000年（平成12年） | 145              | [ 6 ]        |
| 2001年（平成13年） | 148              | [ 7 ]        |
| 2002年（平成14年） | 148              | [ 8 ]        |
| 2003年（平成15年） | 153              | [ 9 ]        |
| 2004年（平成16年） | 151              | [ 10 ]       |

## 駅周辺
駅の西側を取り囲むように住宅地がある。東側は水田地帯であり、新地発電所を望む。
- 福島県道394号相馬新地線 - 当駅まで直進道路が伸びている。
- 国道113号
- 駒ヶ嶺郵便局
- 新地町立駒ヶ嶺小学校

## 隣の駅
東日本旅客鉄道（JR東日本）
■常磐線
相馬駅 - 駒ケ嶺駅 - 新地駅

### 報道発表資料
1. ↑  『Suicaをご利用いただけるエリアが広がります。』（PDF）（プレスリリース）東日本旅客鉄道、2008年12月22日。オリジナルの2020年5月24日時点におけるアーカイブ。2020年5月25日閲覧。
2. ↑  『常磐線の復旧について』（PDF）（プレスリリース）東日本旅客鉄道水戸支社、2012年3月5日。オリジナルの2012年6月16日時点におけるアーカイブ。2012年5月7日閲覧。
3. 1 2  『常磐線相馬～浜吉田間の運転再開日の決定について』（PDF）（プレスリリース）東日本旅客鉄道仙台支社／東日本旅客鉄道水戸支社、2016年7月28日。オリジナルの2016年8月3日時点におけるアーカイブ。2016年7月28日閲覧。
4. ↑  『常磐線（駒ケ嶺〜浜吉田間）の復旧について』（PDF）（プレスリリース）東日本旅客鉄道水戸支社、2012年9月27日。オリジナルの2012年10月21日時点におけるアーカイブ。2012年9月28日閲覧。
5. ↑  『常磐線相馬～浜吉田間運転再開に伴う営業キロの変更及び運賃の適用等について』（PDF）（プレスリリース）東日本旅客鉄道仙台支社、2016年10月12日。オリジナルの2016年10月12日時点におけるアーカイブ。2016年10月12日閲覧。
6. ↑  『Suicaエリア外もチケットレスで! 東北エリアから「えきねっとQチケ」がはじまります』（PDF）（プレスリリース）東日本旅客鉄道、2024年7月11日。オリジナルの2024年7月11日時点におけるアーカイブ。2024年8月1日閲覧。